# Jerome Bettis
Jerome Abram Bettis, apelidado "The Bus" (Detroit, 16 de fevereiro de 1972) é um ex-jogador de futebol americano que atuava como halfback na NFL. Ele jogou pelo Los Angeles/St. Louis Rams e pelo Pittsburgh Steelers. Bettis é reconhecido como um dos maiores HBs da história da liga devido ao seu tamanha e força, e é atualmente o quinto na lista de maiores corredores. Bettis pesava 114 kg e media 1.80 m. Ele se aposentou em 2006 depois de vencer um Super Bowl no Ford Field em Detroit, Michigan, onde ele nasceu. Bettis estudou na Mackenzie High School em Detroit e cursou a Universidade de Notre Dame.

## Primeiros anos
Bettis nasceu em 16 de fevereiro de 1972, em Detroit, Michigan. Ele é o mais velho dos três filhos de Gladys Elizabeth e Johnnie E. Bettis.
Bettis não começou a jogar futebol americano até o colegial, já que sua principal paixão quando jovem era jogar boliche. 
Aos 14 anos, ele foi diagnosticado com asma. Quando jovem em Detroit, Bettis e seu irmão sobreviveram vendendo crack.
Ele freqüentou a Mackenzie High School, em Detroit, onde ele era um excelente running back e linebacker. Em seu último ano, foi considerado o melhor jogador do estado pelo Detroit Free Press e foi o vencedor do prêmio Gatorade Circle of Champions.

## Carreira universitária
Na Universidade de Notre Dame, Bettis terminou sua carreira com 337 corridas para 1,912 jardas (5,7 jardas por tentativa) e fez 32 recepções para 429 jardas (13,4 jardas por recepção). 
Em seu segundo ano, ele estabeleceu o recorde de touchdown de Notre Dame com 20 em uma temporada (23 touchdowns incluindo o Sugar Bowl de 1992, um recorde que ainda permanece). 
- 1990: 15 corridas para 115 jardas e 1 touchdown.
- 1991: 168 corridas para 972 jardas e 16 touchdowns. 17 recepções para 190 jardas e 4 touchdowns.
- 1992: 154 corridas para 825 jardas e 10 touchdowns. 15 recepções para 239 jardas e 6 touchdowns.

Bettis não se formou na faculdade. Ele pulou seu último ano em Notre Dame para entrar no Draft de 1993. Ele retornou a Notre Dame em 1996, quando ele estava considerando a aposentadoria. Ele fez cursos de "história, filosofia, marketing e negócios" totalizando uma carga pesada de classe de crédito. Ele retornou para a NFL pouco depois, e não retornou a Notre Dame para terminar o curso e obter seu diploma.

## Carreira profissional

### Los Angeles/St. Louis Rams
Bettis foi escolhido na primeira rodada (10° escolha geral) do Draft de 1993 pelo Los Angeles Rams. Em 22 de julho de 1993, Bettis assinou um contrato de US $ 4.625 milhões por três anos com um bônus de assinatura de mais de US $ 2 milhões. 
Ele rapidamente ganhou o apelido de "The Battering Ram" enquanto corria para 1.429 jardas (segundo na NFL). Bettis foi nomeado pro Primeiro-time All-Pro (o único novato nomeado para a equipe). Ele foi selecionado para o Pro Bowl em cada uma de suas duas primeiras temporadas com os Rams.
Os Rams se mudaram para St. Louis na temporada de 1995. O novo treinador Rich Brooks instituiu um ataque mais orientada para o passe, uma das principais razões pelas quais Bettis se limitou a apenas 637 jardas, uma queda significante de seus totais em 1993 e 1994. Brooks perguntou a Bettis se ele queria se tornar fullback na temporada de 1996 ou se preferiria ser negociado. Bettis afirmou que achava que ainda poderia ajudar um time da NFL com sua corrida e pediu a negociação.
Em 20 de abril de 1996, Bettis foi negociado para o Pittsburgh Steelers e uma escolha de terceira rodada no Draft de 1996 em troca de uma escolha de segunda rodada e quarta rodada no Draft de 1997. Os Rams deram a Bettis a opção de qual time ele queria ser negociado e ele escolheu os Steelers devido à sua história.

### Pittsburgh Steelers
Os Steelers estavam precisando de um running back porque Bam Morris, seu titular em 1994 e 1995, foi preso em março de 1996 por posse de maconha. Os Steelers trocaram por Bettis no dia do Draft de 1996. Morris acabou se declarando culpado pelo porte de maconha e foi cortado pela equipe em junho de 1996, deixando Bettis como destaque. 
Em sua primeira temporada em Pittsburgh, Bettis correu para 1.431 jardas e 11 touchdowns e foi nomeado para a Primeira-Equipe All-Pro. Ele também ganhou os prêmios de Comeback Player of the Year, Running Back do Ano e MVP da equipe dos Steelers.
Bettis correu para mais de 1.000 jardas em cada uma das suas primeiras seis temporadas com os Steelers entre 1996 e 2001. Em 1997, Bettis correu para 1.665 jardas nos primeiros 15 jogos da equipe. No entanto, como a equipe já havia se classificado para os playoffs, ele descansou no final da temporada regular e terminou a 26 jardas do recorde da equipe em uma única temporada. Bettis foi nomeado para a Segunda-Equipe All-Pro em 1997 e estabeleceu um recorde da NFL com dois touchdowns de prorrogação na mesma temporada.
Bettis liderava a liga com 1.072 jardas em 2001, quando sofreu uma grave lesão no quadril e na virilha que o afastou pelo resto da temporada regular. Lesões também lhe custariam partes significativas da temporada de 2002 e ele começou como reserva de Amos Zereoué na temporada de 2003. Apesar de recuperar seu papel de titular no meio da temporada de 2003, Bettis novamente começou como reserva no começo da temporada de 2004, desta vez para Duce Staley. Mas quando uma contusão deixou Staley fora de ação no meio do ano, Bettis entrou em campo e ganhou mais de 100 jardas em seis dos próximos oito jogos. O esforço do final da temporada o levou ao sexto Pro-Bowl em sua carreira.
Bettis esteve no centro de uma das chamadas mais controversas da história da NFL. Durante um jogo do Dia de Ação de Graças contra o Detroit Lions em 26 de novembro de 1998, Bettis foi enviado como o representante dos Steelers para o cara ou coroa. Bettis parecia escolher "coroa" enquanto a moeda estava no ar, mas o árbitro Phil Luckett declarou que Bettis chamou "cara" e deu a posse a Detroit, que iria ganhar o jogo antes de Pittsburgh ter a chance de ter a posse. Depois de analisar o incidente, a NFL mudou a regra e declarou que a chamada de "cara" ou "coroa" seria feita antes que a moeda fosse lançada e não durante o sorteio e que pelo menos dois oficiais estivessem presentes durante o sorteio.
Na temporada de 2004, Bettis entrou na temporada em 6º lugar de todos os tempos e 684 jardas à frente de Curtis Martin em 9º lugar. Como Bettis foi reserva em Pittsburgh no início da temporada, Martin foi capaz de passar Bettis na semana 13 até que os Steelers jogassem seu jogo no final do dia e Bettis retomassem a liderança por 6 jardas. Quando os dois se enfrantaram, eles cruzaram a marca de 13.000 jardas, fazendo desta a primeira vez que dois jogadores cruzaram essa marca no mesmo jogo. Duas semanas depois, na semana 16, Bettis estabeleceria com uma vantagem de 81 jardas. Ao fazê-lo, Bettis passou Eric Dickerson para o 4º lugar na lista de todos os tempos. Bettis ficou de fora na última semana da temporada e quando Martin correu para 153 jardas naquela semana, ele passou por Dickerson e Bettis pela última vez.
Após a derrota dos Steelers na AFC Championship de 2004, em 23 de janeiro de 2005, Bettis anunciou que estava considerando a aposentadoria, mas não tomaria uma decisão final por vários meses para evitar que o aguilhão da derrota entorpecesse seu julgamento. Mais tarde, Bettis concordou em ficar com os Steelers por mais uma temporada. Ele afirmou que adoraria jogar no Super Bowl em 2006, uma vez que seria jogado em sua cidade natal, Detroit. Seu desejo se tornou realidade quando os Steelers jogou e venceu o Super Bowl XL (40) contra o Seattle Seahawks por 21-10.
Bettis terminou suas 13 temporadas de NFL como o 5º maior corredor de todos os tempos da NFL, com 13,662 jardas e 91 touchdowns. Ele também recebeu 200 passes para 1.449 jardas e 3 touchdowns. Ele foi nomeado para o Pro Bowl em 1993, 1994, 1996, 1997, 2001 e 2004. 
Bettis terminou com 1.542 jardas a mais do que Franco Harris na lista de todos os tempos da NFL mas Harris continua a ser o líder de todos os tempos dos Steelers, porque 3.091 jardas vieram quando Bettis estava com os Rams.
O comentarista de rádio, Myron Cope, popularizou o apelido de "The Bus" depois de ouvir um colega de classe de Notre Dame chamar ele assim em Green Bay. O apelido vem de sua capacidade de carregar vários defensores nas costas, como uma viagem de ônibus. Foi durante a transmissão que Cope começou a usar o apelido de "O Ônibus". Jerome credita o jornal da escola de Notre Dame com o primeiro a usar esse apelido.

#### Super Bowl XL
Pouco depois dos Steelers ter perdido a AFC Championship de 2004 para o New England Patriots, Ben Roethlisberger se aproximou de Bettis e prometeu que se ele voltasse para uma última temporada, ele o levaria para o Super Bowl. Aparentemente, foi essa promessa que levou Jerome Bettis a jogar uma última temporada. Em 12 temporadas da NFL, Bettis chegou aos playoffs cinco vezes, mas nunca esteve no Super Bowl.
Na semana 17 da temporada da NFL de 2005, Bettis correu para 41 jardas e três touchdowns contra o Detroit Lions. O Steelers venceu por 35-21 e, graças aos três touchdowns de Bettis, os Steslers garantiu um lugar no playoff. Quando Bill Cowher tirou Bettis do jogo no final do quarto quarto, ele foi aplaudido de pé pelos fãs dos Steelers. Este jogo seria o último jogo em casa de Jerome Bettis.
Bettis contribuiu com 52 jardas e um touchdown na vitória dos Steelers sobre o Cincinnati Bengals em 8 de janeiro no wild card. Após a vitória, Ben Roethlisberger revelou à equipe que ele prometeu a Bettis que o levaria para o Super Bowl, a fim de para levá-lo a voltar para a temporada de 2005.
Em 15 de janeiro de 2006, Bettis foi o centro de um dos finais mais memoráveis em um jogo de playoffs contra o Indianapolis Colts. Embora o ataque dos Steelers tenha sido principalmente um jogo de passes, Bettis correu bem, levando 46 jardas em 17 corridas, incluindo um touchdown. Quando os Steelers tomou posse da bola na linha de 2 jardas de Indianápolis com 1:20 restantes no jogo, ganhando por 21-18, o resultado parecia quase certo. A primeira jogada de scrimmage foi para Betti, que não sofreu um fumble durante o ano. Quando Bettis correu em direção à end zone, Gary Brackett, jogador dos Colts, tirou a bola das mãos de Jerome, porém o QB Ben Roethlisberger conseguiu o tackle e os Colts não conseguiram o TD. Em última análise, no entanto, o erro de Bettis não resultou em uma derrota dos Steelers, já que o kicker dos Colts, Mike Vanderjagt, perdeu um field goal de 46 jardas, terminando o jogo com uma vitória de 21-18.
Na semana seguinte, os Steelers estavam prontos para enfrentar o Denver Broncos no AFC Championship. Bettis fez um discurso empolgante para seus companheiros de equipe no dia anterior ao jogo, pedindo-lhes para "Me levem a Detroit", sua cidade natal, onde o Super Bowl XL seria jogado. O desejo de Bettis foi concedido, enquanto ele e os Steelers avançaram para o Super Bowl XL com uma vitória por 34-17 sobre os Broncos. Depois que o jogo acabou, Bettis encontrou seus pais no meio da multidão e falou "Nós estamos indo para casa" para eles.

## Estatísticas
| Ano      | Time     | Jogos | Correndo | Correndo | Correndo | Correndo | Correndo | Fumbles | Fumbles  |
| Ano      | Time     | Jogos | Ten      | Jardas   | Média    | Long     | TD       | Fum     | Perdidos |
| -------- | -------- | ----- | -------- | -------- | -------- | -------- | -------- | ------- | -------- |
| 1993     | LAR      | 16    | 294      | 1,429    | 4.9      | 71       | 7        | 3       | 1        |
| 1994     | LAR      | 16    | 319      | 1,025    | 3.2      | 19       | 3        | 5       | 3        |
| 1995     | STL      | 15    | 183      | 637      | 3.5      | 41       | 3        | 4       | 2        |
| 1996     | PIT      | 16    | 320      | 1,431    | 4.5      | 50       | 11       | 6       | 4        |
| 1997     | PIT      | 15    | 375      | 1,665    | 4.4      | 34       | 7        | 6       | 6        |
| 1998     | PIT      | 15    | 316      | 1,185    | 3.8      | 42       | 3        | 2       | 1        |
| 1999     | PIT      | 16    | 299      | 1,091    | 3.6      | 35       | 7        | 2       | 1        |
| 2000     | PIT      | 16    | 355      | 1,341    | 3.8      | 30       | 8        | 1       | 0        |
| 2001     | PIT      | 11    | 225      | 1,072    | 4.8      | 48       | 4        | 3       | 0        |
| 2002     | PIT      | 13    | 187      | 667      | 3.6      | 41       | 9        | 1       | 1        |
| 2003     | PIT      | 16    | 246      | 811      | 3.3      | 21       | 7        | 4       | 4        |
| 2004     | PIT      | 15    | 250      | 941      | 3.8      | 29       | 13       | 1       | 0        |
| 2005     | PIT      | 12    | 110      | 368      | 3.3      | 39       | 9        | 0       | 0        |
| Carreira | Carreira | 192   | 3,479    | 13,662   | 3.9      | 71       | 91       | 38      | 23       |

## Aposentadoria
Perguntado sobre a possibilidade de se aposentar, Bettis anunciou: "Eu joguei por um título. Sou campeão e acho que a última parada do ônibus (referência ao seu apelido) será aqui em Detroit." Assim, Jerome Bettis anunciou oficialmente sua aposentadoria segurando o Troféu Vince Lombardi. Hines Ward, o MVP do jogo, disse durante o comercial do Super Bowl: "Estou indo para a Disney World e estou pegando o ônibus!"
Embora os Steelers não tenham aposentado oficialmente o nº 36 de Bettis, eles não o usaram desde sua aposentadoria e entende-se que jamais voltará a usar. Seu número se junta a uma lista de outros números extraoficialmente aposentados, como os de Terry Bradshaw, Franco Harris e Hines Ward.
Em 31 de janeiro de 2006, o prefeito de Detroit, Kwame Kilpatrick, e o Conselho da Cidade deram a chave da cidade para Bettis e criaram a "semana Jerome Bettis" por ser "um exemplo brilhante do que um garoto com um sonho de Detroit pode realizar com trabalho e determinação". Jerome mudou-se para Atlanta, Georgia, no final de sua carreira e atualmente mora lá.
A governadora do estado de Michigan, Jennifer Granholm, declarou o dia 1 de fevereiro de 2006 como o dia de Jerome Bettis.
Em 21 de maio de 2006, Bettis recebeu um doutorado honorário da Lawrence Technological University em Southfield, Michigan.
Antes da abertura da temporada de 2006 da NFL, um grande ônibus escolar foi para o campo e Bettis saiu para uma enorme ovação de público. Ele foi um dos vários jogadores dos Steelers que foram homenageado como parte da comemoração de suas cinco vitórias no Super Bowl; Lynn Swann e Franco Harris também estavam presentes.

## Pós-Carreira

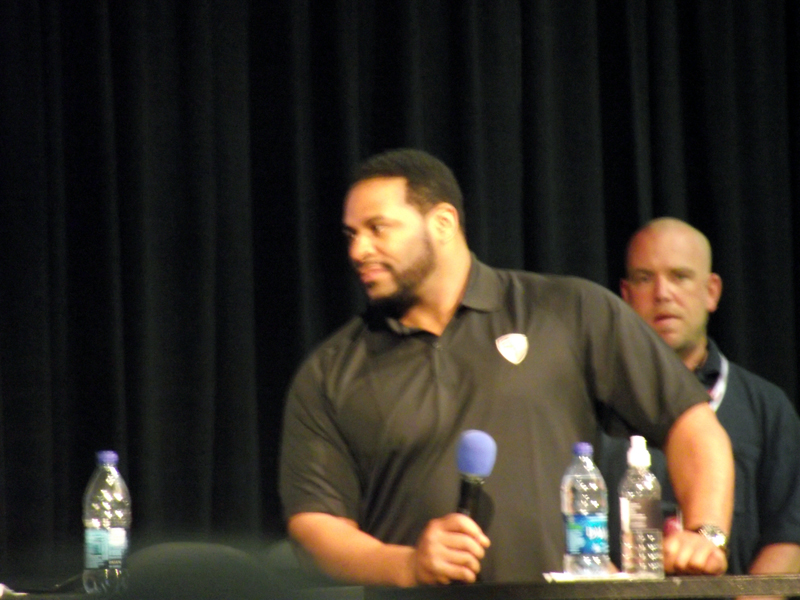
Bettis em uma convenção esportiva.

Nos Jogos Olímpicos de Inverno de 2006, a NBC Sports anunciou que Bettis havia sido contratado como comentarista para o novo programa da noite da NBC.
Em abril de 2006, Bettis e seus pais se juntaram a Don Barden, chefe da PITG Gaming LLC, em uma tentativa de fundar um cassino em Pittsburgh, chamado de Majestic Star. Seu plano ajudaria o Pittsburgh Penguins da NHL com financiamento para uma nova arena. Barden disse que daria 7,5 milhões de dólares por ano durante 30 anos para ajudar a construir uma nova arena.
Bettis abriu um restaurante chamado "Jerome Bettis 'Grille 36" em 5 de junho de 2007 em Pittsburgh.
Bettis faz uma ponta como ele mesmo na 3ª temporada da série de comédia da NBC, "The Office".
Em 2010, Bettis ingressou na School of the Legends (SOTL), uma comunidade on-line e parceira da NFLPA. Ele foi destaque em um artigo no site D1 Training em fevereiro de 2011 e filmou cursos de treinamento para a SOTL que focavam em running back.
Bettis é atualmente o apresentador do The Jerome Bettis Show na WPXI-TV, filmado no Heinz Field em Pittsburgh, transmitindo aos sábados às 19:00 e 1:00 da manhã. Ele foi um comentarista da NFL Network e ex-analista da NBC. Agora ele é analista da NFL para diferentes programas da ESPN, como o SportsCenter.
Em 31 de janeiro de 2015, Bettis foi eleito para o Hall da Fama do Futebol Profissional. Bettis retornou à NBC para ajudar Bob Costas a dar o Troféu Vince Lombardi no final do Super Bowl XLIX em 1 de fevereiro de 2015.

## Vida pessoal
Bettis fez doações políticas para candidatos democratas e republicanos; especificamente a campanha do Congresso da deputada democrata dos Estados Unidos, Carolyn Cheeks Kilpatrick, e a campanha de 2004 do presidente republicano, George W. Bush.

Em 29 de março de 2008, Bettis acompanhou Barack Obama em uma visita de campanha à usina norte-americana de aço em Braddock, Pensilvânia.